# Marc Lotz

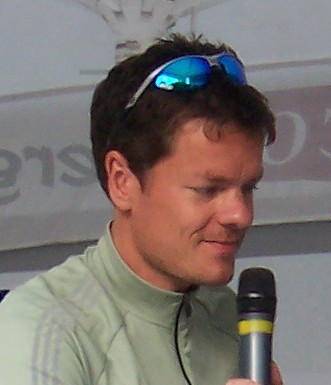
Marc Lotz 2006

Marc Lotz (* 19. Oktober 1973 in Valkenburg) ist ein ehemaliger niederländischer Radrennfahrer.
Marc Lotz wurde 1996 Erster der Gesamtwertung beim Flèche du Sud. Im nächsten Jahr wurde er Profi bei dem niederländischen Radsportteam Rabobank. In seinem ersten Jahr dort gewann er jeweils eine Etappe beim Circuito Montañés und bei der Teleflex Tour und das Eintagesrennen Brussel–Opwijk. 1999 nahm er an seiner ersten Tour de France teil und wurde einmal Etappenachter. Außerdem gewann er die Profronde van Wateringen. In der Saison 2004 gewann Lotz die Tour du Haut Var und die Profronde Heerlen. Bei seiner vierten Tour de France schaffte er es zweimal unter die besten Zehn einer Etappe.
2005 wechselte er zu Quick Step-Innergetic, wo er Ende Mai wegen einer positiven Dopingprobe auf EPO entlassen wurde. Im Januar 2013 gab er zu, bereits während seiner Zeit bei Rabobank-Team Stimulanzien, Steroide und EPO genommen zu haben.
Seit dem Ablauf seiner Sperre im Frühjahr 2007 fuhr er für das niederländische Continental Team Löwik Meubelen. Nach der Saison 2007 beendete er seine Karriere, nachdem ein Wechsel zu Pedaltech-Cyclingnews-Jako geplatzt war.

## Erfolge
1996
- Gesamtwertung Flèche du Sud

1997
- eine Etappe Circuito Montañés
- eine Etappe Teleflex Tour

2004
- Tour du Haut Var

## Teams
- 1995 TVM (Stagiaire)

- 1997 Rabobank (Stagiaire)
- 1998 Rabobank
- 1999 Rabobank
- 2000 Rabobank
- 2001 Rabobank
- 2002 Rabobank
- 2003 Rabobank
- 2004 Rabobank
- 2005 Quick Step (bis 31.05.)

- 2007 Löwik Meubelen (ab 01.05.)